# 朱見澍
秀懷王朱見澍（1452年3月12日—1472年10月13日），是明英宗朱祁鎮庶五子，母莊靜安榮淑妃高氏，明朝第一代亦為唯一一代秀王。

## 生平
朱見澍在景泰三年二月二十一（1452年3月12日）出生，天順元年三月初六（1457年3月30日）受封秀王，成化六年九月初七（1470年10月1日）就藩汝寧府。
他在位十五年後，於成化八年九月十二（1472年10月13日）過世，諡號懷，葬金山，年二十歲。其所葬地後名“秀府”，今石景山區五里坨街道隆恩寺社區有秀府村。秀府村北即他和王妃黄氏合葬墓的故址。

## 家庭
王妃黃氏（1453年三月初九生，1473年五月初九逝世），黃昱的女兒，是仁宗寵妃黃充妃的侄孫女。黄妃病逝后，与丈夫合葬于金山。墓志在秀府村北出土。
朱見澍沒有兒子，秀國被撤除。至少有一個女兒順義郡主，曾养育宫中。